# جيميلي
جيميلي (Gemelli) هي نوع من المعكرونة الإيطالية. اسمها مستمد من اللغة الإيطالية ويعني «توائم».
قطعة معكرونة جيميلي الملتفة كالضفيرة ليست قطع منفصلة من المعكرونة ملفوفة على بعض بل هي قطعة واحدة مجدولة بشكل لولبي حول نفسها كالضفائر.
معكرونة جيميلي تسمى أيضا «قرون أحادي القرن».[بحاجة لمصدر]

## وصلات خارجية
- قاموس الطاهي: المعكرونة (بالانجليزية)